# 兰州站
兰州站位于中国甘肃省兰州市城关区火车站东路，于1952年10月启用，为中国铁路兰州局集团有限公司管辖的客货运一等站。经过铁路有陇海铁路、兰新铁路、包兰铁路及兰青铁路。

## 历史

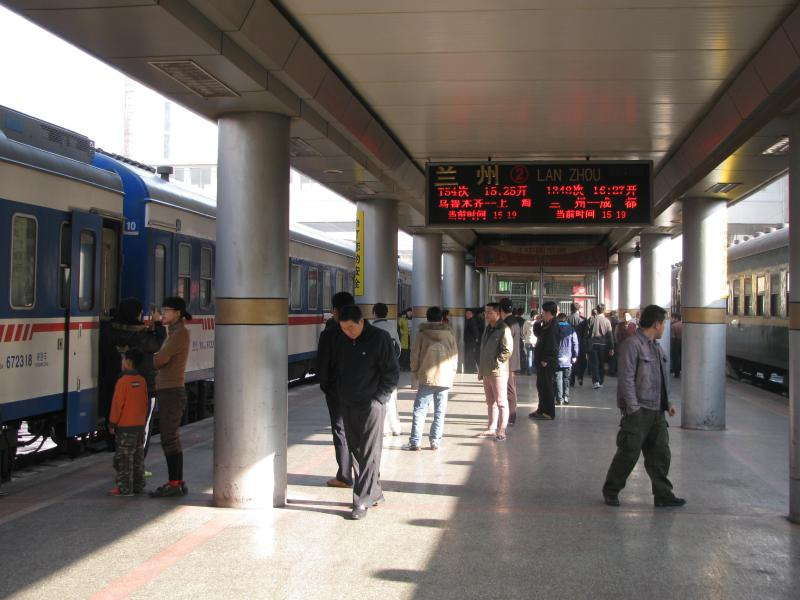
车站站台（2009年）

陇海铁路天兰段规划于兰州设立兰州东站和兰州总站两个主要车站，其中兰州东站为客运站、兰州总站（后更名兰州西站）为编组站。1952年8月23日铁路铺轨至兰州东站，并于当年10月1日建成启用:167。当时车站设有总面积486平方米的站房4座及7条到发线（含3条尽头线），并配有临时机务段和车辆段；此外，由于当时兰州西站未建成投用，兰州东站兼办理客货运业务:81,101,110。
同年12月1日起，铁路继续向西铺轨，并于12月9日到达规划终点兰州西站。1956年，作为兰州铁路枢纽一期工程的一部分，车站站场进行了扩建。扩建后的站场站台数量增加到2个，股道增加至9条并新建4个客车上水栓。1957年，车站更名为兰州站:79,81。
铁道部于1958年4月下达的兰州铁路枢纽二期工程规划新建兰州站站房。铁道部第一设计院提交的方案于1958年10月获得批准、并于1959年4月即将动工之际，被甘肃省人民政府以设计站房高度过低为由叫停。甘肃省设计院随后于1959年10月提出面积2万平方米的兰州站站房新方案，并于1960年2月1日开工，但3月便因设计方案变更而临时停工，下半年恢复施工，之后又因为经济困难、投资不足而于1961年停工。1973年10月，车站上下行区间实现复线化:102,110,111。
兰州站站房的方案最终于1973年获得交通部批复，并于1974年8月开工。但由于当时正值文化大革命，许多部门无法正常运作，车站只能边设计边施工。1978年10月1日，兰州站正式站房建成并投入使用:97。站房宽171米、进深57.50米、高27.20米，建筑面积11176平方米，为线侧下式站房。站房内部设有面积840平方米、可容纳700的候车室4个，并设有售票厅、软席候车室、母婴候车室、贵宾室等设施；同时车站设有3座旅客站台，比站房底层高7米:111。
兰州站于1988年扩建站场，同时新建旅客地道、临时售票处等设施。1994年，车站新增2条到发线并新建4站台，共设有客车上水栓20个。1998年，兰州站售票处实现微机联网售票:112。
兰州铁路局于1992年提出改扩建车站的构想，于2000年获得铁道部批准立项。改扩建工程包括重建客运站房、新建进站天桥、增设自动扶梯以及改善防火系统等内容。工程于2000年10月16日开工:112,113，2002年6月6日全面竣工。
2012年12月，兰州北环线开通运营，大部分货车改由该线进出兰州枢纽，不再经过兰州站。2014年5月，兰州站进行站台改造，拆除部分股道以重修5站台并新建6站台，5，6站台均为可停动车组的高站台。
2019年1月21日，兰州火车站扩能改造完成，正式投入使用。

## 车站设施

### 站房

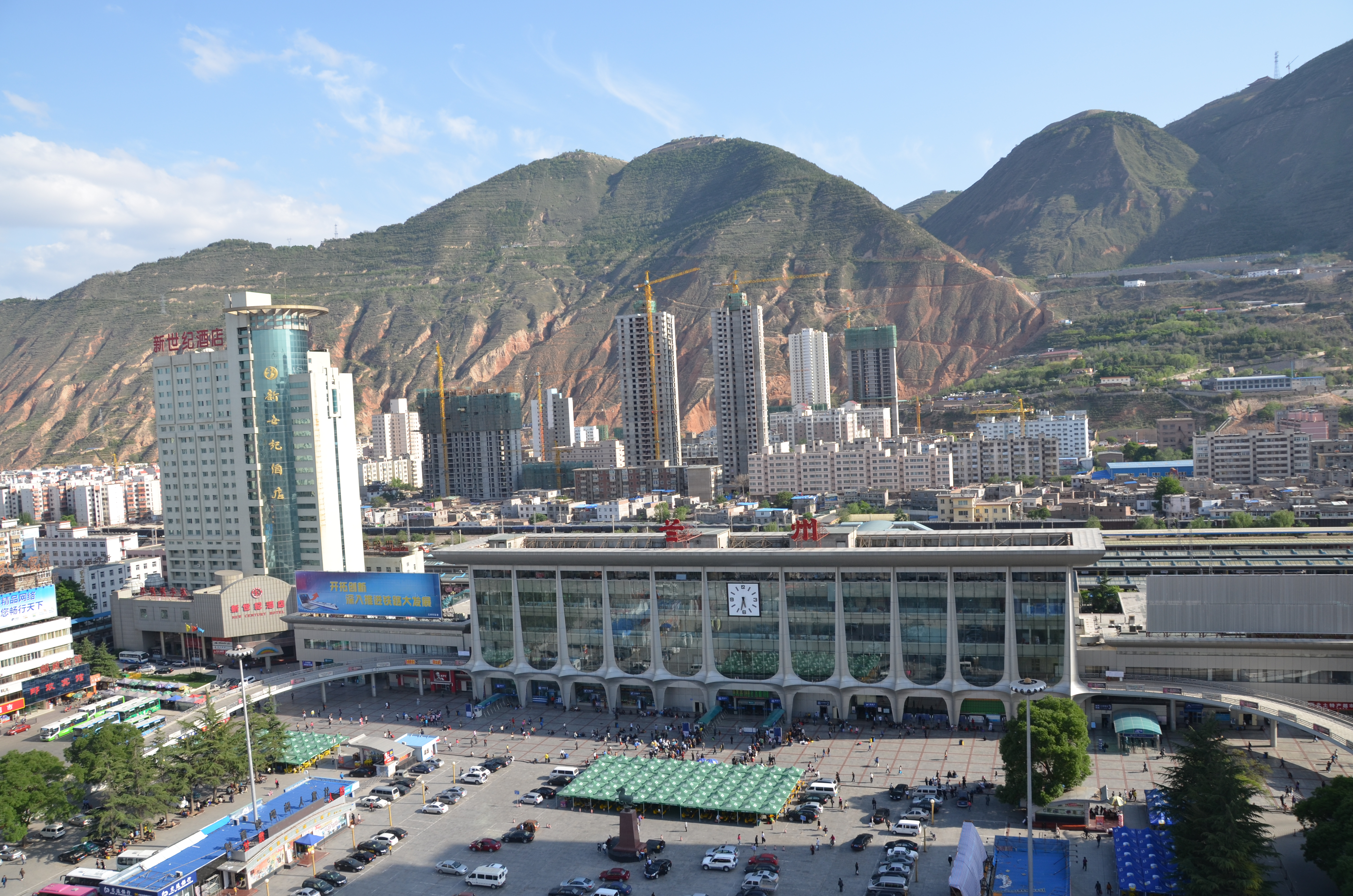
站前广场俯瞰

兰州站目前使用的站房于2002年投入使用，地下一层、地上五层。站房在1978年建成的站房基础上，向北新增12,830米建筑面积，总建筑面积达到29,800平方米。车站站房外立面为玻璃幕墙，并设有北极星形状的立柱装饰。车站售票处设有24个窗口、10台磁票自助取票机和6台自动售票机。站房在一层和二层设有A、B、C、D等共五个进站口，其中二层进站口与进站汽车匝道连接；A口为中川城际铁路列车旅客专用，B口通往软席候车室，C口则通往普通候车大厅。兰州站设有5个候车室和2个软席候车室，分布在一层和二层，一层候车旅客检票后进入地道上各站台登车，二层候车旅客通过检票后可进入基本站台或从天桥进入各个站台乘车:113。
兰州站站房大字由书法家张邦彦书写，于1978年站房第二次改造时启用。“兰州”两字写法较有特色：上宽下窄的“兰”字取自书法家颜真卿的作品，以展现兰州站作为交通枢纽的特点；“州”字末尾则加入了一勾，展现兰州市被黄河穿城而过，以及“两山夹一河”的地形地貌。

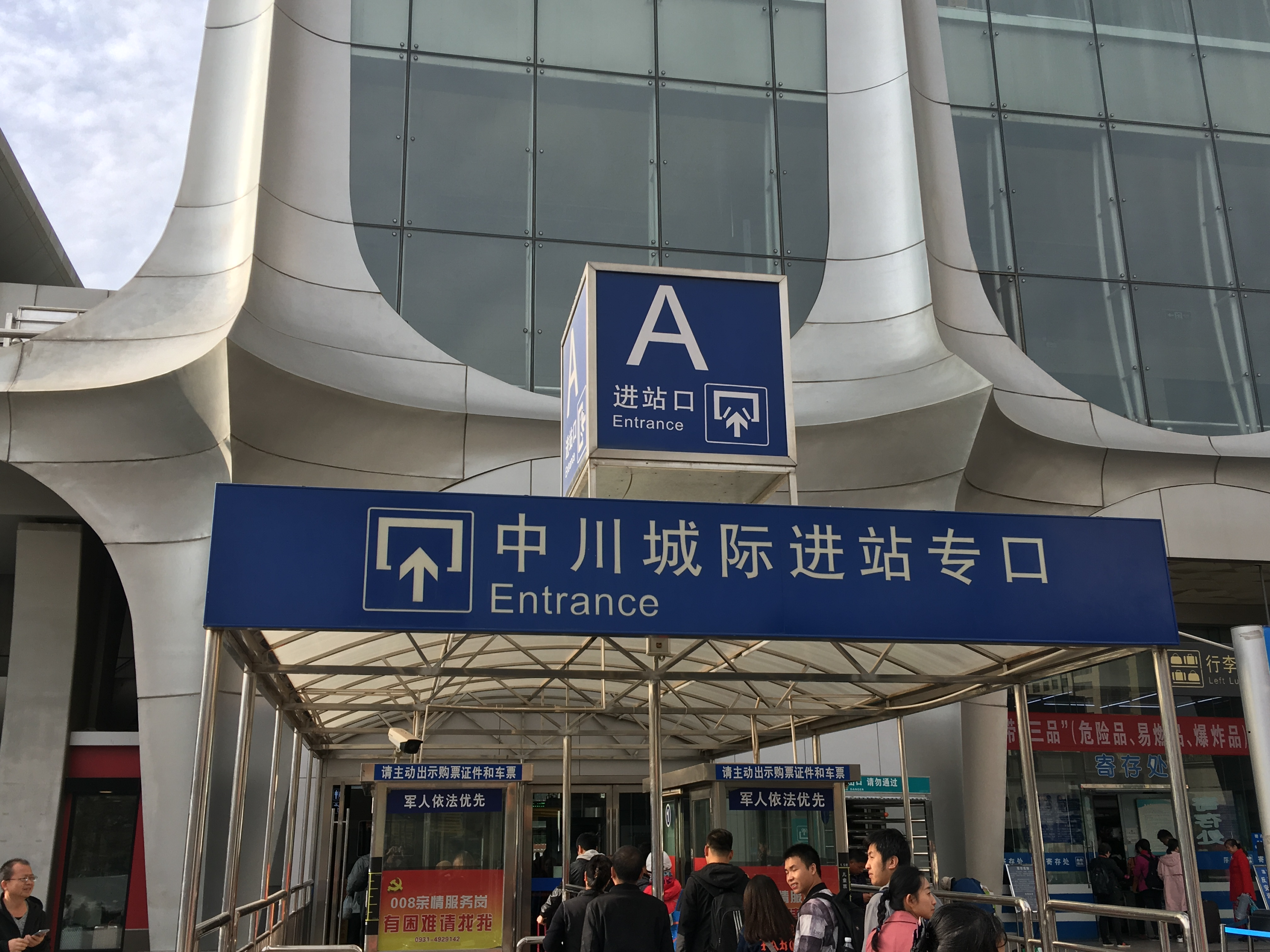
中川城际进站口
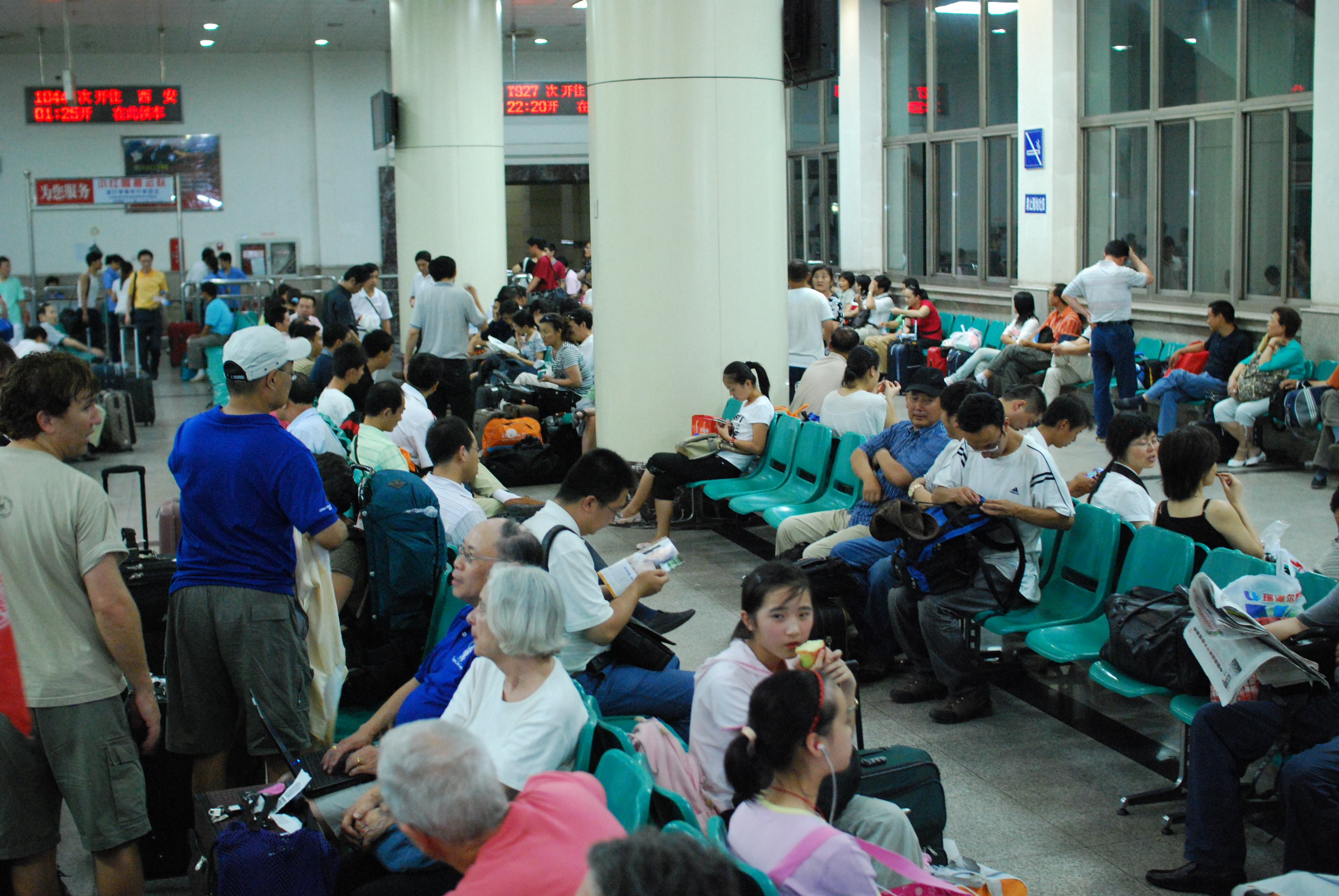
普通候车室
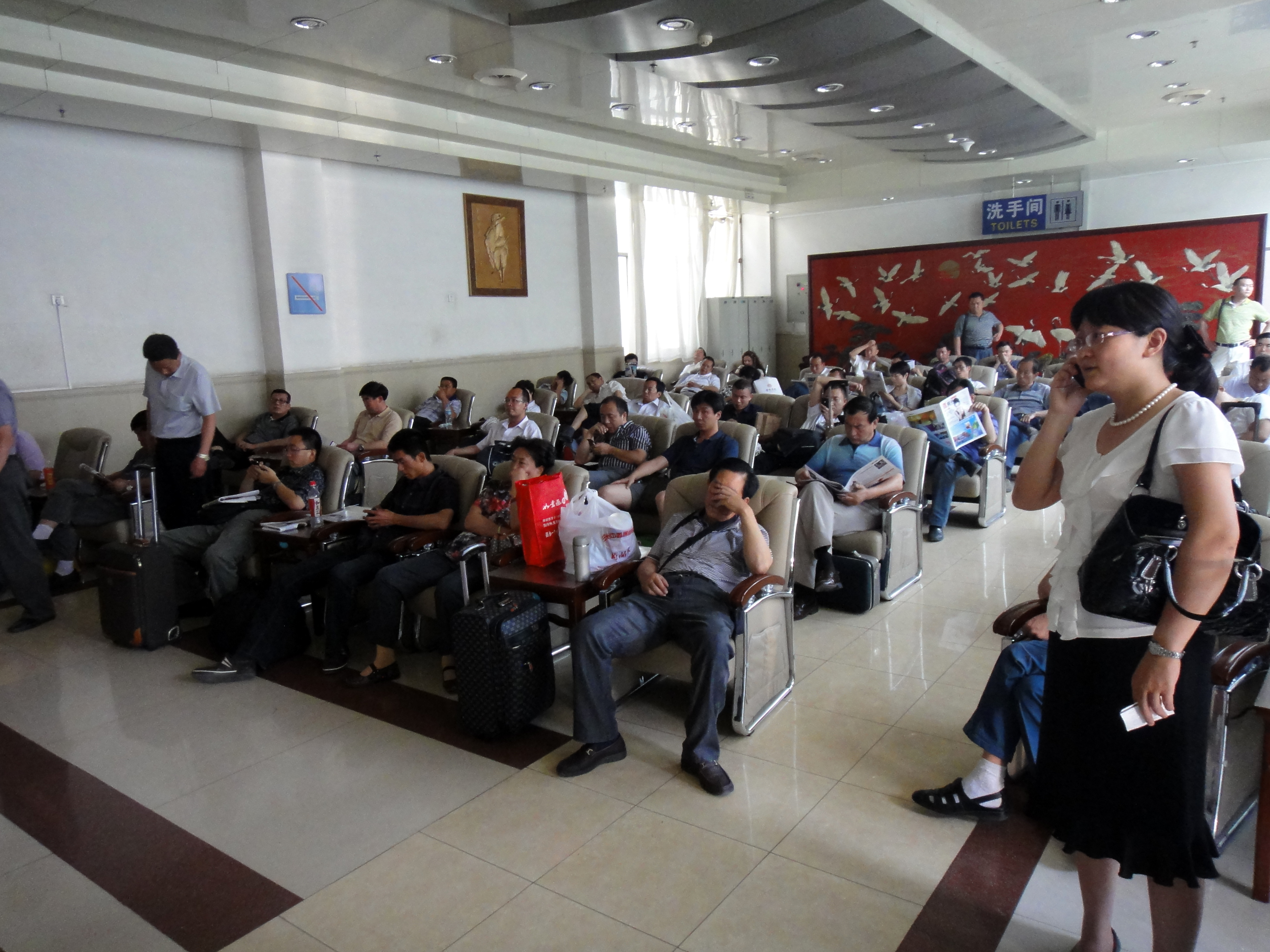
软席候车室
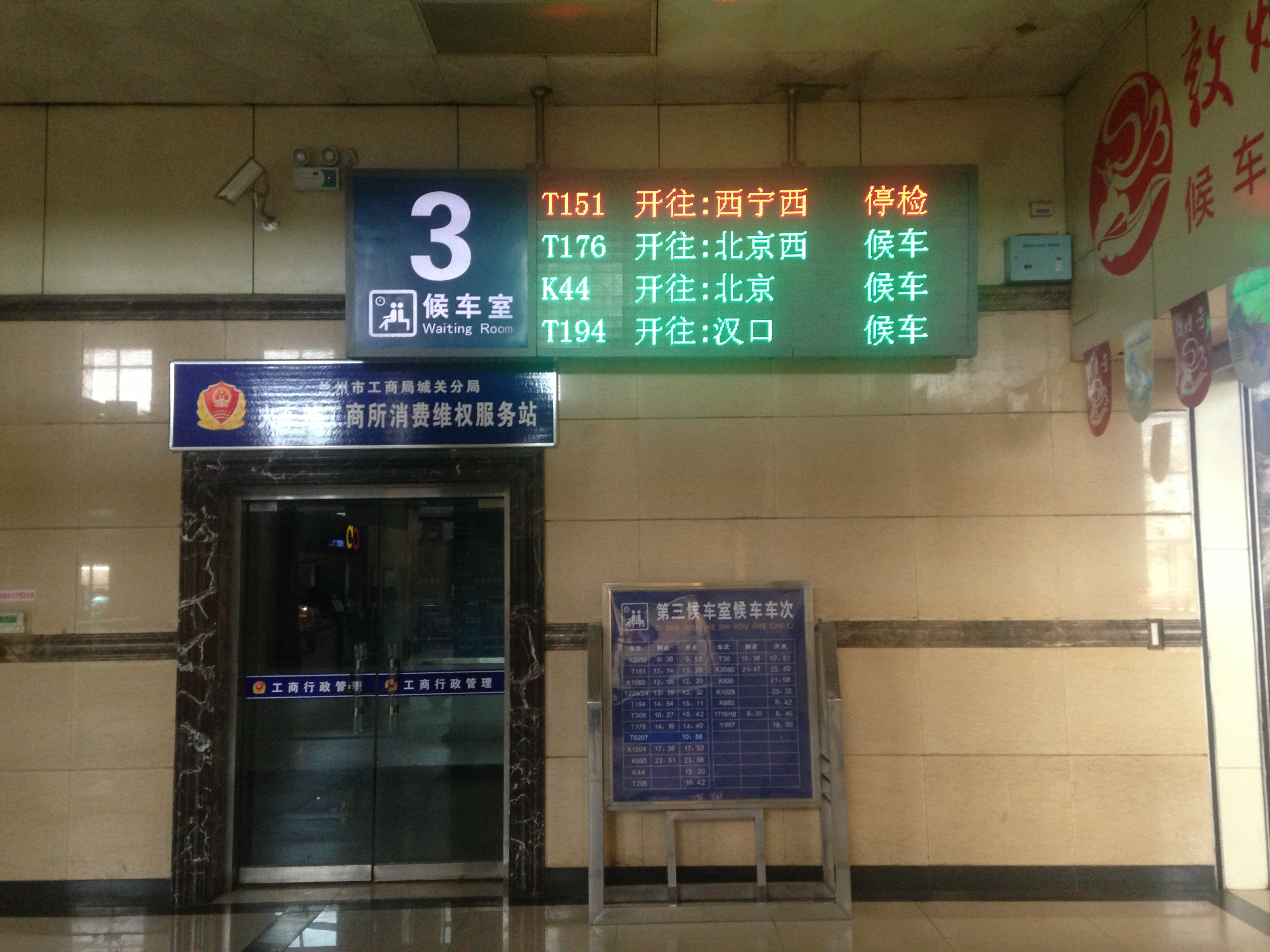
3号候车室

### 站场

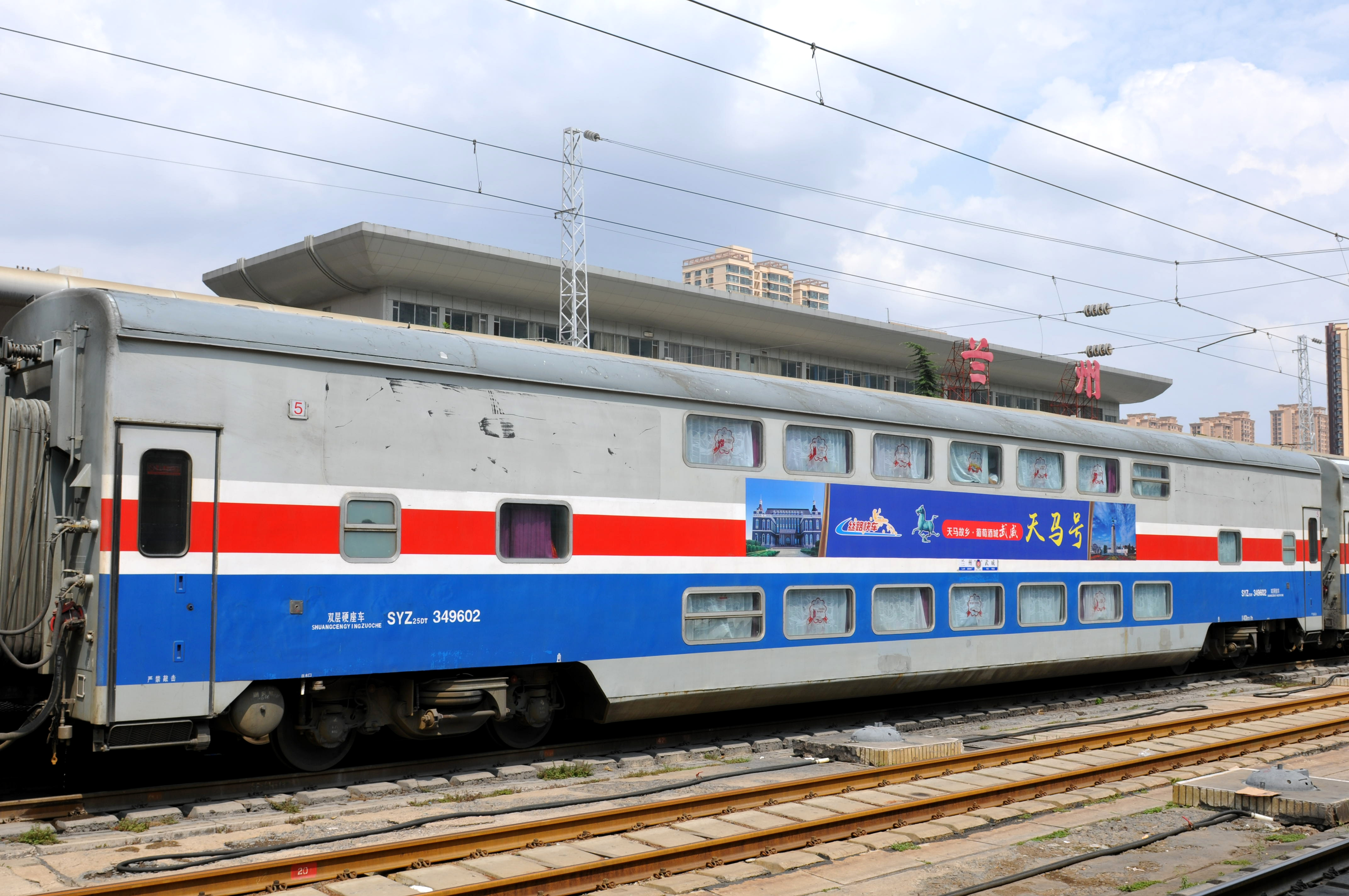
原金轮号动车组车厢在兰州站内

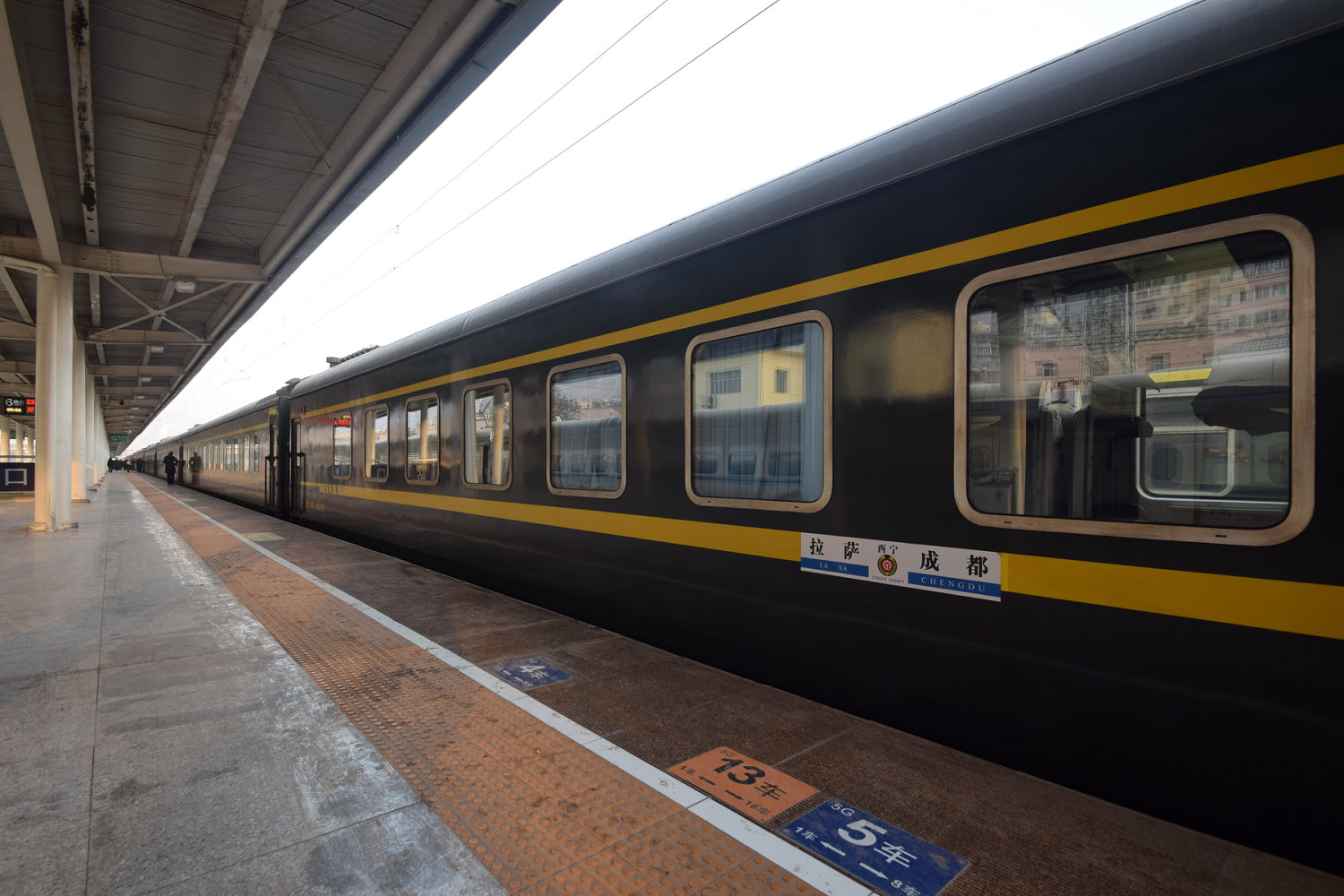
由成都開往拉萨的Z323次列车停靠在兰州站6站台。

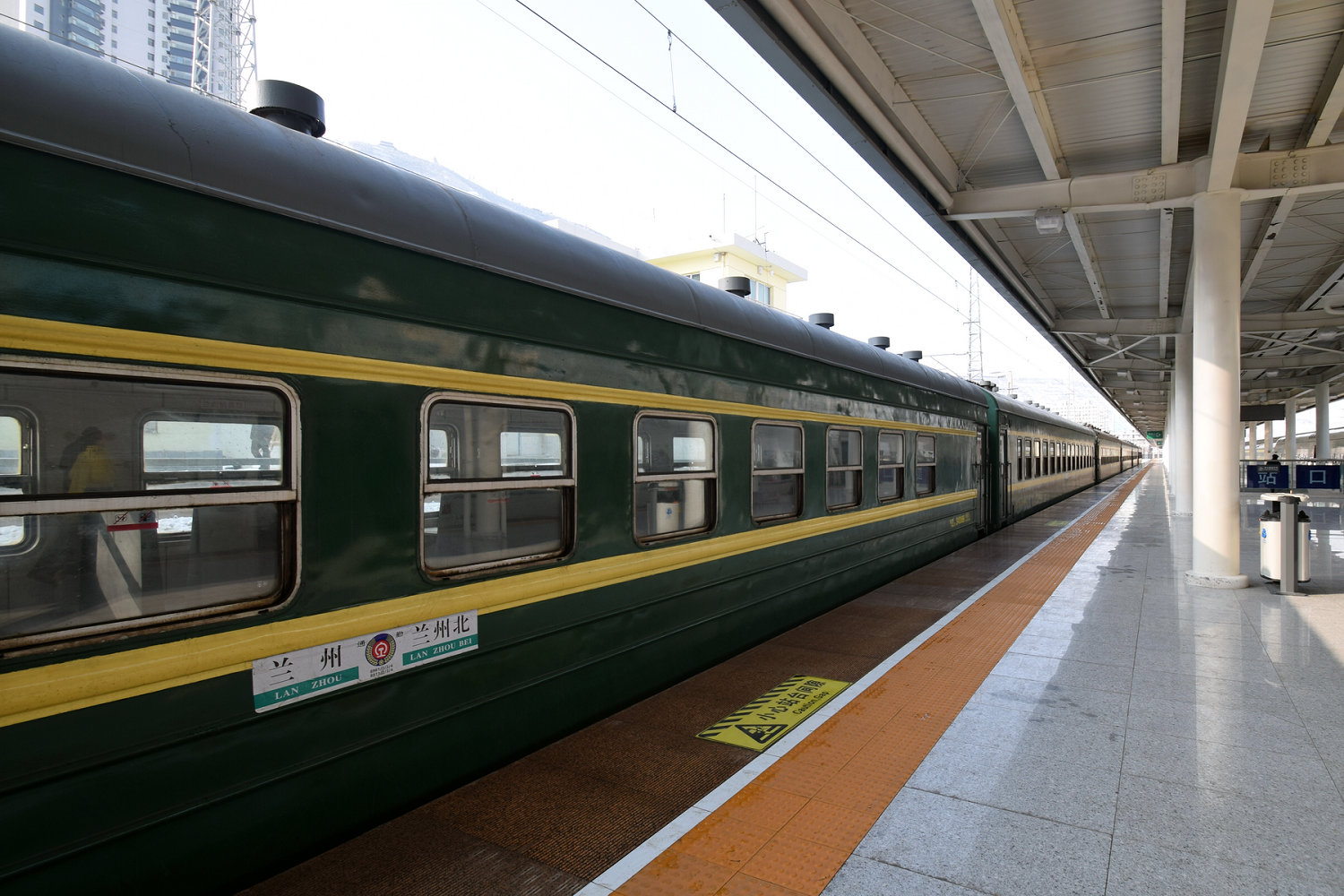
來往兰州站至兰州北站的8961-8964次及8971-8974次市郊通勤列车停靠在兰州站6站台。

兰州站设有13条股道、6座站台。其中1站台为基本站台、宽21米，站台雨棚长度528米；2、3站台宽度则为10米，站台雨棚长度分别为528米和526米；4站台建于1994年，宽度亦为10米，站台雨棚长度306米:111,112。5、6站台建于2014年，长525米、宽11.5米、高1.25米。站台和站房间共通过1座进站天桥（只连接1-4站台）、1条进站地道和2条出站地道连接。
兰州站站场东侧连接客车机车整备段和客技站，并设有通往中铁二十一局电务电化工程公司的专用线。原则上经过兰州站的上行列车会被接入1-6道、下行列车接入7-13道，但在实际运行中并不一定遵守此原则。
| 1站台侧式站台 |                                 |
| 1道           | 包兰、兰新、兰青、陇海铁路 列车 |
| Ⅱ道           | 陇海铁路 上行列车               |
| 3道           | 包兰、兰新、兰青、陇海铁路列车  |
| 2站台岛式站台 |                                 |
| 4道           | 包兰、兰新、兰青、陇海铁路列车  |
| 5道           | 包兰、兰新、兰青、陇海铁路列车  |
| 3站台岛式站台 |                                 |
| 6道           | 包兰、兰新、兰青、陇海铁路列车  |
| 7道           | 包兰、兰新、兰青、陇海铁路列车  |
| 4站台岛式站台 |                                 |
| 8道           | 包兰、兰新、兰青、陇海铁路列车  |
| 9道           | 包兰、兰新、兰青、陇海铁路列车  |
| 5站台岛式站台 |                                 |
| 10道          | 包兰、兰新、兰青、陇海铁路列车  |
| 11道          | 包兰、兰新、兰青、陇海铁路      |
| 6站台岛式站台 |                                 |
| 12道          | 包兰、兰新、兰青、陇海铁路列车  |
| Ⅷ道           | 兰新、兰青铁路下行列车          |

## 使用情况
兰州站是陇海铁路、兰新铁路、兰青铁路及包兰铁路的客货运一等站。车站办理旅客乘降、行包、邮政装卸业务，日均办理旅客列车约200多列，包括各類始发旅客列车。车站为本站始发旅客列车办理车底取送、解编、摘挂业务；同时部分过路客车机车需在兰州站换挂、乘务员亦需在兰州站换乘。此外车站还办理专用线货运取送业务。

### 始发列车
| 列车所属路局        | 车次                                     | 目的地                                   |
| ------------------- | ---------------------------------------- | ---------------------------------------- |
| 蘭州局集團          |                                          |                                          |
| Z56、Z130           | 北京西                                   |                                          |
| Z218、T118          | 上海                                     |                                          |
| K132                | 深圳東                                   |                                          |
| K228                | 廣州                                     |                                          |
| K306                | 溫州                                     |                                          |
| K420                | 揚州                                     |                                          |
| K626                | 固原                                     |                                          |
| K1042               | 寧波                                     |                                          |
| K858、K2618         | 成都西                                   |                                          |
| Z6201、K9653、K9665 | 武威                                     |                                          |
| Z6205、T6601、K9661 | 嘉峪關                                   |                                          |
| Z6207               | 張掖                                     |                                          |
| T6611、T6613、T6615 | 金昌                                     |                                          |
| Y667、K9667         | 敦煌                                     |                                          |
| K9664               | 長慶橋                                   |                                          |
| 6068                | 廣元                                     |                                          |
| 7502                | 隴西                                     |                                          |
| 7505                | 武威南                                   |                                          |
| 7510                | 干塘                                     |                                          |
| 南昌局集團          | Z128                                     | 廈門北                                   |
| 上海局集團          | T114                                     | 杭州                                     |
| 呼和浩特局集團      | 2636                                     | 呼和浩特                                 |
| 昆明局集團          | K988                                     | 昆明                                     |
| 动车组列车          |                                          |                                          |
| 列车担当路局        | 目的地                                   | 目的地                                   |
| 蘭州局集團          | 中川機場、隴南、重慶北、成都東、烏魯木齊 | 中川機場、隴南、重慶北、成都東、烏魯木齊 |

### 过路列车目的地
| 列车所属路局   | 目的地                                                                       |
| -------------- | ---------------------------------------------------------------------------- |
| 北京局集团     | 北京西、西寧                                                                 |
| 成都局集团     | 重慶北、西寧、成都東、重庆西、成都西、拉薩、乌鲁木齐                         |
| 广州局集团     | 深圳東、西寧                                                                 |
| 哈尔滨局集团   | 齊齊哈爾、西寧                                                               |
| 呼和浩特局集团 | 西寧、呼和浩特、成都西、呼和浩特東                                           |
| 济南局集团     | 济南、烏魯木齊、青島北、西寧                                                 |
| 兰州局集团     | 敦煌、西安、西寧、银川、蘭州西、重慶北                                       |
| 青藏集团       | 上海、西宁、拉萨、北京西、廣州、深圳東、西安（隔日開行）、杭州、成都西       |
| 沈阳局集团     | 瀋陽、西寧                                                                   |
| 乌鲁木齐局集团 | 上海、乌鲁木齐、廣州、合肥、連雲港東、重慶西、鷹潭、武昌、喀什、成都西、西安 |
| 昆明局集团     | 烏魯木齊、昆明                                                               |
| 郑州局集团     | 烏魯木齊、西寧、郑州                                                         |

## 周边交通

### 地铁
兰州地铁2号线兰州火车站